# Irecê
Irecê est une ville brésilienne de l'État de Bahia.
Sa population était estimée à 74 507 habitants en 2022. La municipalité s'étend sur 314 km2.
Irecê est située à 476 kilomètres par la route au nord-ouest de Salvador, elle se trouve dans la région septentrionale de la Chapada Diamantina. C'est une ville agricole connue pour sa culture de haricots noirs et pour être une région viticole.
Elle est classée dans la catégorie des climats chauds semi-arides (classification climatique de Köppen : BSh), la température moyenne en été est de 30 °C, en hiver elle est douce, atteignant 16 °C. 

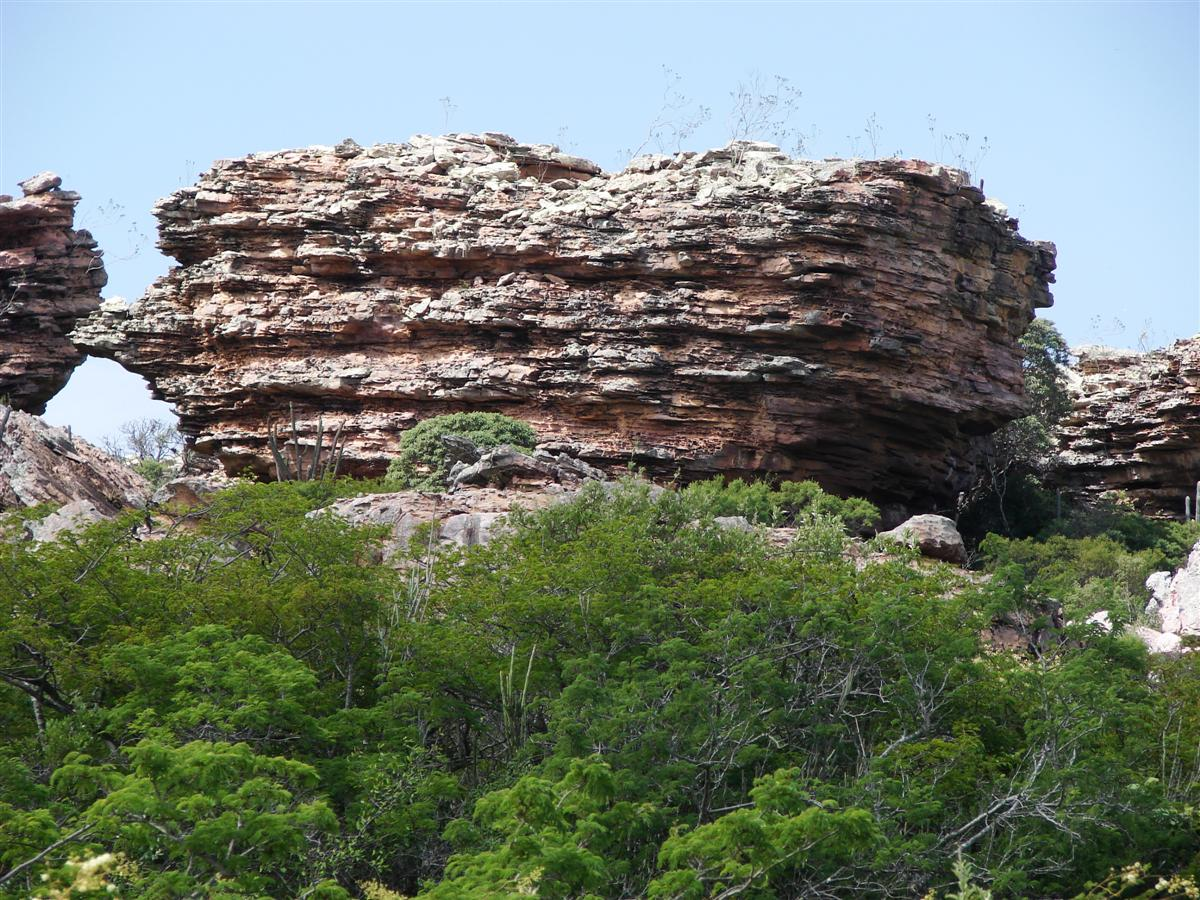
Formation géologique à Irecê.

## Mairie
| Période | Période  | Identité | Étiquette                  | Qualité |
| ------- | -------- | -------- | -------------------------- | ------- |
| 2020    | En cours | Elmo Vaz | Parti socialiste brésilien |         |